# خليلة (ناطع)

تعديل مصدري - تعديل

خليلة هي إحدى قرى عزلة ريمة بمديرية ناطع التابعة لمحافظة البيضاء، بلغ تعداد سكانها 114 نسمة حسب تعداد اليمن لعام 2004.